# Herman Baltia

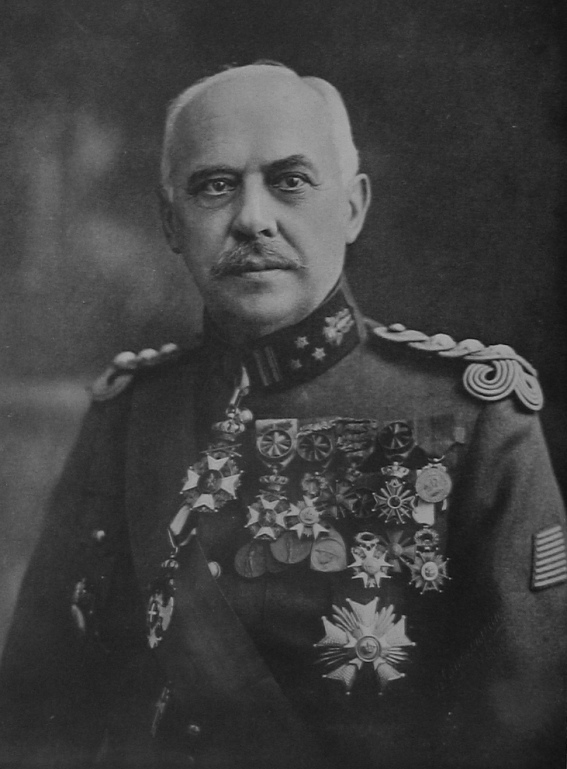
Herman Baltia (1922)

Herman Baltia (Sint-Joost-ten-Node, 1 september 1863 - Sint-Gillis, 16 september 1938) was een Belgisch luitenant-generaal en gouverneur-generaal voor de Oostkantons.

## Biografie
Herman Baltia werd in 1863 geboren als zoon van een Luxemburgse vader en Duitse moeder. In 1908 promoveerde Baltia tot majoor. Door zijn verdiensten in de Eerste Wereldoorlog werd hij in 1916 tot generaal-majoor benoemd. In 1919 werd hij luitenant-generaal. Tussen 1920 en 1925 was hij in dienst als gouverneur-generaal voor de Oostkantons, met de titel “hoog koninklijk commissaris”. 
Baltia werkte vanuit Malmedy met dictatoriale macht. Zijn moeder was een Duitse en hij sprak de taal perfect. Baltia regeerde autoritair, maar efficiënt en met de nodige tact, zodat zware incidenten uitbleven. Zo wist hij zonder bloedvergieten een staking in Eupen te onderdrukken. Opmerkelijk was dat hij voor zijn taak was uitgekozen omdat hij trouw naar de mis ging. Omdat de bevolking als zeer katholiek gold, wilde de Belgische regering haar uitdrukkelijk onder het gezag van een katholieke generaal plaatsen. Baltia zou overigens wel last krijgen met de zeer pro-Duitse katholieke clerus. Op zijn verzoek werd zelfs een kortstondig bisdom Malmedy opgericht, om de geestelijkheid te onttrekken aan het gezag van de Duitse aartsbisschop van Keulen.
Hij liet het Signaal van Botrange, het hoogste punt van België, opnieuw opmeten (van 692 meter boven NN of NAP naar 694 meter boven TAW). Het monument aan de Botrange is genoemd naar Baltia.
Hij overleed in 1938 op 75-jarige leeftijd.